# Sympistis besla
Sympistis besla là một loài bướm đêm trong họ Noctuidae.